# Adolf Nilsen
Adolf Gustinius Nilsen, född 3 mars 1895 i Stavanger, död oktober 1983 i Westminster i Colorado, var en norsk roddare.
Nilsen blev olympisk bronsmedaljör i åtta med styrman vid sommarspelen 1920 i Antwerpen.